# Ellerbe (Caroline du Nord)
Ellerbe est une ville américaine située dans le comté de Richmond dans l'État de Caroline du Nord. En 2010, sa population était de 1 054 habitants.

## Démographie
| 1920 | 1930 | 1940 | 1950 | 1960 | 1970 |
| ---- | ---- | ---- | ---- | ---- | ---- |
| 473  | 615  | 693  | 773  | 843  | 913  |

| 1980  | 1990  | 2000  | 2010  | - | - |
| ----- | ----- | ----- | ----- | - | - |
| 1 129 | 1 132 | 1 021 | 1 054 | - | - |

## Source de la traduction
- (en) Cet article est partiellement ou en totalité issu de l’article de Wikipédia en anglais intitulé « Ellerbe, North Carolina » (voir la liste des auteurs).